# Tunumiit oraasiat
Tunumiit oraasiat o Tunumiisut en groenlandès, és una llengua inuit originària de la part oriental de Groenlàndia. Aquesta llengua és parlada pel poble tunumiit, i pertany a la familia de les llengües esquimoaleutianes. El tunumiit, és la llengua majoritària a Tasiilaq, i l'illa d'Ammassalik. Segons el lloc web Ethnologue, aquesta llengua és parlada per unes 3.000 persones.